# 오대영 라이브
《오대영 라이브》는 JTBC에서 매주 월요일부터 금요일 오후 5시에 방송 중인 시사 뉴스 프로그램이다.

## 방송 시간
| 방송 채널 | 방송 기간                          | 방송 시간                          |
| --------- | ---------------------------------- | ---------------------------------- |
| JTBC      | 2024년 5월 27일 ~ 11월 15일        | 평일 오후 5시 30분 ~ 저녁 6시 50분 |
| JTBC      | 2024년 11월 18일 ~ 12월 13일       | 평일 오후 5시 30분 ~ 저녁 6시 50분 |
| JTBC      | 2024년 12월 16일 ~ 2025년 7월 25일 | 평일 오후 5시 ~ 저녁 6시 30분      |

## 앵커

### 메인
- 오대영

### 서브
- 이수진

## 구성
- 한 줄 뉴스
- 정치토크
- 단도직입
- 오 앵커 한마디

## 경쟁 프로그램
- 시사쇼 정치다 (TV조선)
- 채널A 뉴스 TOP 10 (채널A)
- MBN 뉴스와이드 (MBN)